# Placosaris aethiopica
Placosaris aethiopica is een vlinder uit de familie grasmotten (Crambidae). De wetenschappelijke naam van deze soort is voor het eerst geldig gepubliceerd in 1998 door Maes.
De soort komt voor in tropisch Afrika.